# Mansfield (Ohio)
Mansfield is een plaats (city) in de Amerikaanse staat Ohio, en valt bestuurlijk gezien onder Richland County.

## Demografie
Bij de volkstelling in 2000 werd het aantal inwoners vastgesteld op 49.346.
In 2006 is het aantal inwoners door het United States Census Bureau geschat op 50.212, een stijging van 866 (1,8%).

## Geografie
Volgens het United States Census Bureau beslaat de plaats een oppervlakte van
77,5 km², geheel bestaande uit land.

## Plaatsen in de nabije omgeving
De onderstaande figuur toont nabijgelegen plaatsen in een straal van 16 km rond Mansfield.

## Geboren
- Theodore Pollock Ferguson (1853-1920, pionier, evangelist en maatschappelijk werker
- Martha Mansfield (1899-2023), actrice
- Sherrod Brown (1952), politicus
- Michael Gernhardt (1956), astronaut
- Luke Perry (1966-2019), acteur
- Amy Mainzer (1974), astronome
- Trevian Tennyson (2001), basketballer